# Omus californicus

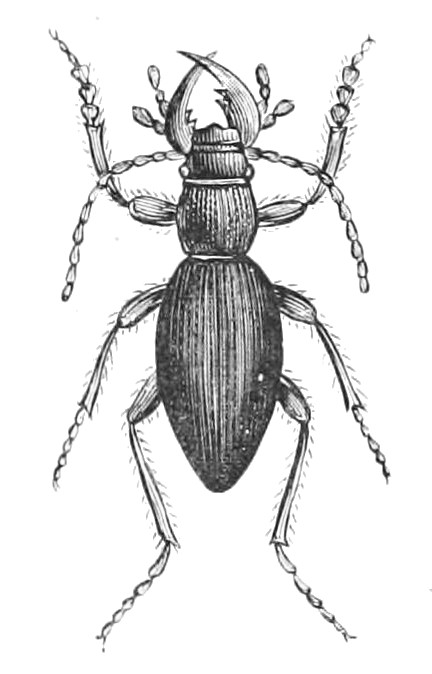
Omus californicus, skiss från 1884

Omus californicus är en skalbaggsart som beskrevs av Johann Friedrich von Eschscholtz 1829. Omus californicus ingår i släktet Omus och familjen jordlöpare.

## Underarter
Arten delas in i följande underarter:
- O. c. angustocylindricus
- O. c. californicus
- O. c. intermedius
- O. c. subcylindricus